# سیارک ۹۳۳۱
سیارک ۹۳۳۱ (به انگلیسی: 9331 Fannyhensel، نامگذاری:1990QM9) نه هزار و سیصد و سی و یکمین سیارک کشف شده‌است که در ۱۶ اوت ۱۹۹۰ کشف شد.
قدر مطلق سیارک برابر ۱۷.۰ است.